# Зедльмайр, Хелена
Хелена Зедльмайр (нем. Helene Sedlmayr; 12 февраля или 12 мая 1813, Тростберг — 18 ноября 1898) — жительница Мюнхена, известная как «воплощение мюнхенской красоты» благодаря портрету, написанному Йозефом Карлом Штилером и ставшему частью Галереи красавиц. Её портрет является одним из самых известных среди 36 работ, выставленных в галерее дворца Нимфенбурга.

## Биография
Родилась в бедной семье сапожника. В 1827 году 14-летняя Хелена уехала в Альтэттинг, где работала горничной. В 1828 (по другим данным, в 1830 году переехала в Мюнхен, где стала работать посыльной в магазине игрушек богатого торговца Аурахера, который поставлял игрушки в том числе к королевскому двору. В 1830 году она доставила игрушки королевским детям и была замечена королём Людвигом I, который, по рассказам, был так поражён её красотой, что приказал придворному художнику Йозефу Карлу Штилеру написать её портрет в народном мюнхенском женском костюме.
В 1832 или 1834 году король устроил её брак со своим камердинером Хермесом Миллером (1804—1871), в котором Хелена родила десять детей (девять сыновей и дочь). Всю оставшуюся жизнь она прожила в Мюнхене, похоронена на Старом южном кладбище.